# Gerry and the Pacemakers
Gerry and The Pacemakers bio je engleski rock sastav tijekom ranih šezdesetih godina prošlog stoljeća. Uz The Beatles, jedan je od najznačajnih sastava liverpulskih merseybeata čijom je glazbenom karijerom upravljao manadžer Brian Epstein.

## Povijest grupe
Gerry Marsden i njegov brat Fred s prijateljima Lesom Chadwickom i Arthurom McMahonom osnivaju grupu 1959. godine. Sastav je bio takmac Beatlesa u tim ranim danima razvoja britanskog rocka, jer su se Pacemakersi borili za mjesto pod suncem na istom teritoriju i za nastupe po istim klubovima u Hamburgu i Liverpoolu. 
1961. godine došlo je do promjena u sastavu; McMahona je na glasoviru zamijenio Les Maguire. 
Već 1963. izdali su prvu singl ploču How Do You Do It? koja je ubrzo postala #1 u Britaniji, sve dok je s prve pozicije nije skinula skladba Beatlesa From Me to You.
I njihove sljedeće dvije ploče, I Like It i You'll Never Walk Alone postale su britanski #1. Ova skladba postala je himna nogometnog kluba Liverpool.
Nakon ovih vrlo ranih uspjeha, Pacemakersi više nisu ponovili hit #1. No skladbe njihovog člana Gerryja Marsdena imale su solidan prijam kod publike poput It's Gonna Be All Right, I'm the One, Ferry Cross the Mersey, isto i kao njihov najveći američki uspjeh Don't Let the Sun Catch You Crying.
Na vrhuncu svoje popularnosti, početkom 1965., snimili su i film nazvan Ferry Cross the Mersey. Poneki ovaj film zovu Pacemakersovom inačicom beatlesovskog filma A Hard Day's Night". Veći dio glazbe za ovaj film skladao je Gerry Marsden.
Pri kraju 1965. njihova popularnost počela je rapidno padati, tako da se sastav raspao u listopadu 1966. godine.
- Bubnjar Freddie Marsden umro je 9. prosinca 2006. u dobi od 66 godina

## Diskografija

### Britanske singl ploče
- 1963 "How Do You Do It?" / "Away From You"   #1
- 1963 "I Like It" / "It's Happened To Me"   #1
- 1963 "You'll Never Walk Alone" / "It's Alright"  #1
- 1964 "I'm the One" druga strana "You've Got What I Like"  #2
- 1964 "Don't Let the Sun Catch You Crying" / "Show Me That You Care"  #6
- 1964 "It's Gonna Be Alright"/" It's Just Because"  #24
- 1964 "Ferry Cross the Mersey" / "You, You, You" #8
- 1965 "I'll Be There"/ "Baby You're So Good To Me"  #15
- 1965 "Walk Hand in Hand" / "Dreams"  #29
- 1966 "La La La" / Without You Did Not Chart
- 1966 "Girl on a Swing" /"A Fool to Myself" Did Not Chart
- 1974 "Remember (The Days Of Rock And Roll)"/"There's Still Time"

## Vanjske poveznice
- Službene stranice Gerry Marsdena
- Povijest klasičnih sastava